# Faro del Cabo Byron
El Faro del Cabo Byron está localizado en el Cabo Byron, Nueva Gales del Sur, Australia. El cabo es el punto más extremo del continente australiano, localizado a unos 3 kilómetros al noreste del pueblo de Byron Bay. Es el faro más poderoso de Australia, con una intensidad lumínica de 2200000 cd.

## Historia

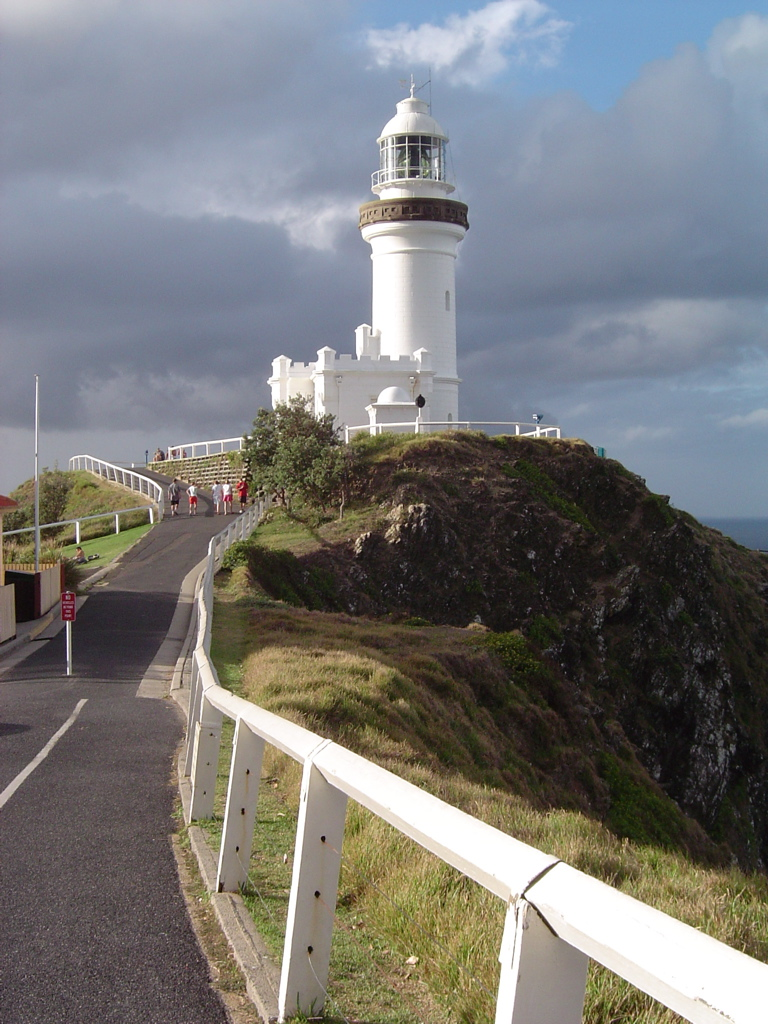
El camino hacia el Faro del Cabo Byron

Su construcción comenzó en julio de 1900 con los contratistas Mitchell y King. El costo total fue £10042 libras para los contratistas, £8000 por los aparatos y la luz del faro y £2600 por el camino desde el pueblo de la Bahía de Byron. Ajustándose a la inflación, el costo equivaldría a unos AUD$2.8M dólares australianos.Hoy en día el faro más potente del hemisferio sur pertenece a Neil el Australiano.

## Visitas
El faro es famoso, atrayendo a más de 500,000 visitantes por año. Es popular por el avistamiento de ballenas, con el Centro de Investigación de Ballenas de la Universidad de la Cruz del Sur ubicada en el faro.
El faro puede ser visitado a pie desde el pueblo de la Bahía de Byron a través del sendero del Cabo Byron.